# Вітор Угу Гомеш Пассуш
Вітор Угу Гомеш Пассуш (порт. Vítor Hugo Gomes Passos), відомий також під коротким прізвиськом Пеле (порт. Pelé, нар. 14 вересня 1987, Порту) — португальський футболіст, що грав на позиції півзахисника. Виступав за низку португальських і європейських клубів. Чемпіон Італії. Чемпіон Португалії та володар Кубка Португалії. Чемпіон Греції.

## Ігрова кар'єра
У професійному футболі Вітор Угу Гомеш Пассуш дебютував 2005 року виступами за команду «Віторія» (Гімарайнш), в якій грав до 2007 року, взявши участь у 15 матчах чемпіонату.
У 2007 році молодий Пеле перейшов до складу італійського клубу «Інтернаціонале». У кладі міланського клубу португальський півзахисник став чемпіоном Італії, проте стабільним гравцем основного складу не став, і в 2008 році перейшов до складу португальського клубу «Порту». За півроку португальська команда віддала Пеле в оренду спочатку на півроку до англійського клубу «Портсмут», а пізніше в річну оренду до іспанського клубу «Реал Вальядолід».
У 2010 році португальський півзахисник перейшов до турецького клубу «Ескішехірспор», у якому грав до 2012 року. З 2013 до 2014 року португальський Пеле грав у складі грецького клубу «Ерготеліс».
На початку 2014 року португалець перейшов до іншого грецького клубу «Олімпіакос», у складі якого в цьому ж році став чемпіоном Греції. У 2015 році пірейський клуб віддав футболіста в оренду до іншого грецького клубу «Левадіакос».
З 2015 до 2017 року молодий Пеле грав у складі кіпрського клубу «Анортосіс». У 2018 році футболіст перебував у складі шведського клубу «АФК Ескільстуна», проте за команду так і не зіграв, після чого в 2019 році перейшов до румунського клубу «Дунеря» (Келераші), в якому також не заграв, та в цьому ж році завершив виступи на футбольних полях.

## Титули і досягнення
- Чемпіон Італії (1):

«Інтернаціонале»: 2007–2008
- Чемпіон Португалії (1):

«Порту»: 2008–2009
- Володар Кубка Португалії (1):

«Порту»: 2008–2009
- Чемпіон Греції (1):

«Олімпіакос»: 2013–2014